# Шеридан (Вайоминг)
Ше́ридан (англ. Sheridan, шайен. Ho'xó'mâhoéve'ho'éno) — город и административный центр одноимённого округа (штат Вайоминг, США) с населением в 18 737 человек по данным переписи 2020 года.

## История
Город был назван в честь американского военачальника периода Гражданской войны генерала армии Филипа Генри Шеридана.

## Демография
| Год переписи | Нас.  |  | %±     |
| ------------ | ----- |  | ------ |
| 1890         | 281   |  | —      |
| 1900         | 1559  |  | 454,8% |
| 1910         | 8408  |  | 439,3% |
| 1920         | 9175  |  | 9,1%   |
| 1930         | 8538  |  | −6,9%  |
| 1940         | 10529 |  | 23,3%  |
| 1950         | 11500 |  | 9,2%   |
| 1960         | 11651 |  | 1,3%   |
| 1970         | 10856 |  | −6,8%  |
| 1980         | 15146 |  | 39,5%  |
| 1990         | 13900 |  | −8,2%  |
| 2000         | 15804 |  | 13,7%  |
| 2010         | 17444 |  | 10,4%  |
| 2020         | 18737 |  | 7,4%   |
| 1890–2020    |       |  |        |

По результатам переписи населения 2020 года, население города составило 18 737 человек.
По данным переписи населения 2000 года, в Шеридане проживало 15 804 человека, 4062 семьи, насчитывалось 7005 домашних хозяйств и 7413 жилых домов. Средняя плотность населения составляла около 719 человека на один квадратный километр. Расовый состав Шеридана по данным переписи распределился следующим образом: 95,93 % белых, 0,22 % — чёрных или афроамериканцев, 0,97 % — коренных американцев, 0,46 % — азиатов, 0,20 % — выходцев с тихоокеанских островов, 1,37 % — представителей смешанных рас, 0,85 % — других народностей. Испаноговорящие составили 2,64 % от всех жителей города.
Из 7005 домашних хозяйств в 26,7 % — воспитывали детей в возрасте до 18 лет, 45,0 % представляли собой совместно проживающие супружеские пары, в 9,7 % семей женщины проживали без мужей, 42,0 % не имели семей. 35,8 % от общего числа семей на момент переписи жили самостоятельно, при этом 14,8 % составили одинокие пожилые люди в возрасте 65 лет и старше. Средний размер домашнего хозяйства составил 2,21 человек, а средний размер семьи — 2,88 человек.
Население города по возрастному диапазону по данным переписи 2000 года распределилось следующим образом: 23,1 % — жители младше 18 лет, 9,5 % — между 18 и 24 годами, 26,3 % — от 25 до 44 лет, 24,2 % — от 45 до 64 лет и 16,9 % — в возрасте 65 лет и старше. Средний возраст жителей составил 39 лет. На каждые 100 женщин в Шеридане приходилось 92,7 мужчин, при этом на каждые сто женщин 18 лет и старше приходилось 89,0 мужчин также старше 18 лет.
Средний доход на одно домашнее хозяйство в городе составил 31 420 долларов США, а средний доход на одну семью — 40 106 долларов. При этом мужчины имели средний доход в 30 829 долларов США в год против 19 783 доллара среднегодового дохода у женщин. Доход на душу населения в городе составил 18 500 долларов в год. 8,6 % от всего числа семей в округе и 11,2 % от всей численности населения находилось на момент переписи населения за чертой бедности, при этом 16,1 % из них были моложе 18 лет и 6,5 % — в возрасте 65 лет и старше.

## Экономика
Аналогично большинству городов западной части США, экономика Шеридана складывалась главным образом из разведения крупного рогатого скота, лесозаготовок, добычи угля, обслуживания железнодорожной инфраструктуры, а также отраслей сельского хозяйства и мелких предприятий, таких как пивоваренный и нефтеперерабатывающий завод, мельница, фабрика по переработке сахарной свеклы и других.
Сейчас население города занято в различных отраслях промышленности и сферы услуг, включая здравоохранение, городское и окружное самоуправление, филиалы федеральных службы, жилищное строительство, добыча угля, заготовка и переработка лесоматериалов, добыча метана на угольных разрезах, банковская сфера, гостиничные комплексы, обеспечение работы Национального природного заповедника Бигхорн.

## Транспорт
В городе действует Аэропорт округа Шеридан, расположенный в его юго-западной части. Авиакомпания местного значения Bighorn Airways работает в области чартерных пассажирских и грузовых перевозок, регулярные пассажирские рейсы в Денвер (штат Колорадо) выполняет региональная авиакомпания Great Lakes Airlines.

## География
По данным Бюро переписи населения США город Шеридан имеет общую площадь в 22,01 квадратных километров, водных ресурсов в черте населённого пункта не имеется.
Город Шеридан расположен на высоте 1141 метр над уровнем моря.
| Показатель                    | Янв.  | Фев. | Март | Апр. | Май  | Июнь | Июль | Авг. | Сен. | Окт. | Нояб. | Дек.  | Год   |
| ----------------------------- | ----- | ---- | ---- | ---- | ---- | ---- | ---- | ---- | ---- | ---- | ----- | ----- | ----- |
| Средний суточный максимум, °C | 0,6   | 3,9  | 8,9  | 14,4 | 18,9 | 24,4 | 29,4 | 29,4 | 22,8 | 15,6 | 6,1   | 1,1   | 14,4  |
| Средняя температура, °C       | −6,1  | −2,8 | 1,7  | 6,7  | 11,1 | 16,7 | 20,6 | 20   | 13,9 | 7,2  | −0,6  | −5,6  | 6,7   |
| Средний суточный минимум, °C  | −12,2 | −9,4 | −5   | −1,1 | 3,9  | 8,3  | 11,1 | 11,1 | 5    | −1,1 | −7,2  | −12,2 | −0,6  |
| Норма осадков, мм             | 19,6  | 14,5 | 25,4 | 45   | 61,2 | 51,3 | 28,2 | 20,3 | 35,1 | 35,8 | 20,3  | 15,2  | 371,9 |